# Durringtonia
Durringtonia es un género monotípico de plantas con flores perteneciente a la familia de las rubiáceas. Incluye una sola especie: Durringtonia paludosa R.J.F.Hend. & Guymer (1985). Es nativa del este de Australia.

## Descripción
Es una planta herbácea perennifolia frágil que alcanza un tamaño de 1 m de altura con el apoyo de la vegetación circundante o decumbente, los tallos ramificados de color verde, negro secado y glabros. Las hojas son ovadas a estrecha elípticas o lineal-subuladas, de 0.8-1.5 cm de largo, 2-2.5 mm de ancho,  glabras. Las inflorescencias en cimas finales reducidas a una flor. Las flores masculinas con cáliz de 0.4-0.7 mm de largo, lóbulos triangulares, de color crema pálido, corola de lóbulos de color marrón rojizo, oblongos de 2-2,5 mm de largo. Las flores femeninas más pequeñas, estigmas fusiformes, papilosos. Frutas de color amarillo anaranjado, elipsoides, aunque aplanadas lateralmente, semillas obovadas de 3 mm de largo. La floración se produce a finales de primavera hasta principios del verano.

## Distribución y hábitat
Crece en comunidades cerradas en los pantanos de la costa, al norte de Laurieton en Nueva Gales del Sur. 

## Taxonomía
Durringtonia paludosa fue descrita por R.J.F.Hend. & Guymer y publicado en Kew Bulletin 40(1): 99–101, en el año 1985.